# Harry Pearce
Sir Harry Pearce es un personaje ficticio de la serie Spooks, conocida en los Estados Unidos como MI5 y es el Jefe del Departamento de Lucha contra el Terrorismo, estando a cargo de la Sección D. Pearce es interpretado por el actor Peter Firth desde que comenzó la serie en el 2002, hasta el final de la serie el 23 de octubre de 2011.
En octubre del 2013 se anunció que Peter interpretaría nuevamente a Harry ahora en la película Spooks: The Greater Good la cual sería estrenada en mayo del 2015.

## Biografía
Conoce a su exesposa Jane Townsend, una maestra de Inglés mientras estudiaba en Oxford, le cuenta sobre su verdadera profesión el día de su boda, tienen dos hijos Catherine quien nació el 25 de abril de 1980 y Graham el 18 de junio de 1983, antes que Jane solicitara el divorcio por diferencias irreconciliables en 1986.
- Relaciones.:

Durante la 5.ª temporada Harry se da cuenta de que está enamorado de Ruth Evershed, una agente encargada del análisis de inteligencia. Más tarde Ruth se ve obligada a abandonar al equipo y fingir su propia muerte luego de ser acusada falsamente, durante su último adiós Harry está a punto de revelarle su amor, pero ella dice que es "algo maravilloso, que nunca se dijo", entonces se dan un beso y ella parte.
Finalmente en la octava temporada Ruth regresa al Reino Unido, para ayudar a encontrar a Harry, sin embargo su nuevo novio e hijo son atacados para obtener información que solo ella y Harry saben. Sin embargo el reencuentro se ve empañado cuando su novio es asesinado y la relación con Harry se vuelve fría.
Desde que regresó al MI5, sus sentimientos hacia él parecen haberse descongelado.

## MI5
Poseedor de una gran fuerza y sabiduría le hace merecedor del respeto de todos los integrantes de la Sección D.
Harry asiste a la Universidad de Oxford y entra a la Real Academia Militar de Sandhurst. Al salir del ejército, se integra al MI5. Su primera asignación es en la sección A en Irlanda del Norte, pero se va luego de que su colega Bill Crombie es secuestrado y asesinado. Pearce entra al Servicio Secreto de Inteligencia el "MI6" en París, donde comete adulterio con su compañera Juliet Shaw.
Harry se muda a Colonia y a su regreso al MI5 es asignado a la sección D, donde empieza como oficial subalterno, mientras esta en este cargo le salva la vida a dos primeros ministros Thatcher y Major, esto hace que ascienda a oficial de alto nivel. En enero de 1994 alcanza el puesto de jefe del departamento que lucha contra terrorismo.

### Séptima temporada
En el segundo episodio de la séptima temporada a través de Lucas North, consigue a Arkady Kachimov, el residente del FSB en London, como un infiltrado. Bajo una fachada que les brindó protección Harry y Ros se reúnen con él, pero Harry le dispara a Kachimov en venganza por la muerte de Adam Carter.
En el tercer episodio Lucas le dice que la inteligencia Rusa lo interrogó acerca de la Operación Sugar Horse. Harry contacta a su mentor Bernard Qualtrough, un espía retirado para consultar con el acerca de quién pudo haber sido el agente infiltrado dentro de la operación altamente claseficada.
En el octavo episodio y último episodio de la temporada, después de negociar con el jefe de operaciones dell FSB en Londres para no matar a sus oficiales, que se encontraban tratando de desactivar una bomba nuclear a punto de estallar en el centro de Londres, es capturado por el gobierno ruso y encerrado en una cajuela junto al cuerpo de Viktor Sarkisian.

### Octava temporada
En el primer episodio de la octava temporada Harry se encuentra cautivo por un grupo de rusos que tienen planeado venderlo a un grupo de agentes corruptos del Servicio Secreto de la India, de la CIA y del MI6. Sin embargo los rusos son asesinados por los agentes corruptos y al parecer Harry también.
El equipo encuentra un video de su muerte en Internet, pero se niegan a creer que está muerto. Mientras tanto Harry es interrogado por los oficiales corruptos sobre las armas de uranio que les robó en Bagdad; ya que el plan consistía en utilizar esas armas para justificar la guerra en Irak.
El único miembro del MI5 que sabe la localización del Uranio aparte de él es Ruth Evershed.
Harry y una capturada Ruth se reencuentran, luego ellos secuestran a la nueva familia de Ruth, para tratar de forzarla a revelar la ubicación del uranio. Ruth les dice la verdad pero ellos le disparan a su marido.
Luego se descubre que Harry le mintió a Ruth y sólo él sabe dónde está el uranio en realidad. Cuando se niega a decirles donde está, el oficial amenaza con matar a Ruth pero es asesinado por Lucas. De regreso al MI5, Malcolm que ofreció a su vida para salvar la del hijastro de Ruth, Nico, le dice a Harry que se quiere retirar. Aunque al inició Harry se niega a aceptar su renuncia, luego acepta y Malcom deja el MI5.

### Décima temporada
Harry se encuentra con una antigua amante y exagente, Elena Gavrik, quien le dice que su hijo Sasha es suyo.
Durante el sexto episodio Harry es liberado por la CIA cuando Elena le dice a Ruth que tiene información acerca de un ataque en contra el Reino Unido. Cuando Harry y Ruth interrogan a Elena esta les revela que alguien detonará un avión de combate. Elena luego les revela que ha trabajado todo este tiempo como una doble agente para los Rusos y que todo este tiempo había intentado hacer que Harry se les uniera pero no lo había logrado porque lo consideraban demasiado bueno. Cuando Harry le pregunta a Elena si Sasha es en verdad su hijo esta le revela que no lo es.
Más tarde después de que la amenaza es controlada, Ruth le pide a Harry que deje el MI5 y se vaya con ella y él acepta. Sin embargo la felicidad dura poco después de que Sasha buscando vengarse por la muerte de su madre acuchillara a Ruth accidentalmente después de que esta se interpusiera entre él y Harry.
Harry desesperado pide ayuda a su equipo y se queda con Ruth quien muere en sus brazos, no sin antes decirle que no se imaginaba viviendo en Suffolk sola sino con él. Desconsolado Harry le da un beso de despedida.
Al final del episodio Harry visita un memorial con el nombre de todos los agentes del MI5 que han muerto y que fueron cercanos a él, entre ellos el nombre de Ruth. Luego entra a su oficina del MI5 y contesta una llamada, dando a entender que ha decidido continuar trabajando como espía.